# 花井悠希
花井 悠希（はない ゆき、1988年9月15日- ）は、三重県出身の日本のヴァイオリニストであり、女性音楽グループ「1966カルテット」のメンバー（ヴァイオリン担当）である。所属レコード会社は日本コロムビア（旧社名：コロムビアミュージックエンタテインメント）。

## 来歴
3歳のときに母の影響でヴァイオリンを始める。小学5年生の時、三重県にある「桑名弦楽合奏団」に入団し、老人保健施設や小学校での合奏団の演奏活動を通して演奏者としての喜び、音楽の持つ力を感じることとなる。高等学校は英語科へ進学するが、いしかわミュージックアカデミー等の室内楽のセミナーに参加し、著名音楽家からのレッスンや同世代の参加者に刺激を受け、音楽大学への進学を志すようになる。2007年に東京音楽大学に入学する。
2010年3月25日に原宿のラフォーレミュージアムで行われた東京コレクション・ウィークにおいて、ブランド「fur fur」の衣装を着て演奏を披露。同年4月のアルバム2枚同時リリースによりデビューする。ソロ活動のほか、大学1年の時に花井自身が大学の先輩達に声をかけて結成したカルテット「ルーチェ弦楽四重奏団」での活動も行っている。
2010年に結成された1966カルテットのメンバーを務める。
2016年からは四日市市の観光大使を務めている。
2017年6月より女性向け雑誌『Hanako』のWEBマガジン『Hanako.tokyo』にて、連載記事『朝パン日誌』の掲載が開始。その中で自身が全国各地で出会ったパンの情報とその想いを写真と共に紹介している。2021年12月時点で連載は108回を数える。
2018年9月に自身がデザイナーとしてレディースファッションブランド『PANORMO(パノルモ)』を立ち上げる。。ブランド名は自身の所有するヴァイオリンの製作者の名前から名付けており、演奏家としての視線でデザインした演奏家のためのドレスをコンセプトに提案する。

## コンクール歴
- 2009年 第15回みえ音楽コンクール 弦楽ヴァイオリン部門大学生以上一般の部、1位。[3][2]

## 師事歴[3]
- 植村祐子
- 小林健次
- 大谷康子
- 嶋田慶子
- 菅沼ゆづき
- 百武由紀
- 齋藤真知亜

## ディスコグラフィー
- 主人公〜さだまさしクラシックス（2010年4月21日）
- 光の風〜ヴァイオリン・クラシックス（2010年4月21日）
- 譚詩曲 11 stories on Violin（2011年1月25日） - 曲に基づく文月悠光の詩を収録。

## 書籍
- ばよりん彼女 花井悠希フォトブック（2011年3月2日、音楽出版社）[16]

## メディア出演
- BSデジタル号がゆく!〜ブルートレイン 九州一周の旅〜（2010年9月5日、NHK BShi）
- 2010 FNS歌謡祭（2010年12月4日、フジテレビ） - ゲストミュージシャン
- FNS歌謡祭 うたの夏まつり2011（2011年8月6日、フジテレビ）
- 新堂本兄弟（2011年8月8日 - 、フジテレビ） - 堂本ブラザーズバンドのメンバー
- 2011 FNS歌謡祭（2011年12月7日、フジテレビ） - ゲストミュージシャン
- 題名のない音楽会（2012年4月1日、テレビ朝日） - 1966カルテットのメンバーとして
- スコラ 坂本龍一 音楽の学校（2013年1月11日、NHK Eテレ） - 坂本龍一と共演

## その他
- 百五銀行CM「赤い糸」篇 - 音楽担当[17]
- 雑誌インタビュー記事
  - 「サラサーテ」酣燈社、2010年6月1日号（Vol.34）[18]